# Nunca estuve en Viena
Nunca estuve en Viena es una película argentina dirigida por Antonio Larreta. Fue estrenada en el 1989.

## Sinopsis
La historia de una familia de clase alta durane el Centenario de la Revolución de Mayo, que coincide con la decadencia de las clases aristocráticas en esos años. Cuatro hermanos, viven tutelados por una abuela autoritarias sufren la lucha de los cambios igualitarios y sociales del nuevo orden.

## Reparto
- China Zorrilla como Carlota
- Sergi Mateu como José
- Alberto Segado como Marcelo
- María Teresa Costantini como Adela
- Víctor Laplace como Francisco
- Chunchuna Villafañe como Carolina
- Mercedes Morán como Eugenio
- Hugo Soto como Augusto
- Marcelo Alfaro como Juan Ignacio
- Ricardo Beiro como Hipólito
- Sofía Viruboff como Maria Antonio
- Ofelia Morixe como Carmen
- Alix Bader como Mademoiselle
- Rosario Zubeldía como Juliana
- Rosa Dimonelli como Criada joven
- Carlos Rivkin como Chauffeur
- Jorge Sabate
- Jazmin Saenz como Adela niño
- Rosa Simonelli como Criada joven
- Mariano Sivori como José niño
- Alfredo Suárez
- Omar Tiberti como Criado Juan
- Carlos Weber como Mucamo Marcelo